# 다트머스 대학교
다트머스 대학교(Dartmouth College)는 미국 뉴햄프셔주 해노버에 위치한 사립 대학이다. 아이비 리그에 속해 있으며 실제적으로는 종합대학(University)이지만, 칼리지(College)라는 이름을 고수하고 있듯이 전통적으로 학부교육을 중요시 하는 대학으로 꼽힌다. 1769년에 설립된 다트머스 대학은 미국이 독립하기 전에 설립된 9개의 식민지 대학 (Colonial Colleges) 중의 하나로서 그 중 9번째로 설립되었다. 캠퍼스의 상징색인 녹색과 백색에 맞춰 다트머스는 ‘The Big Green’이라는 별명으로도 불린다. 넓고도 광활한 캠퍼스의 주변환경에서 비롯된 이름이기도 하다.

## 개요

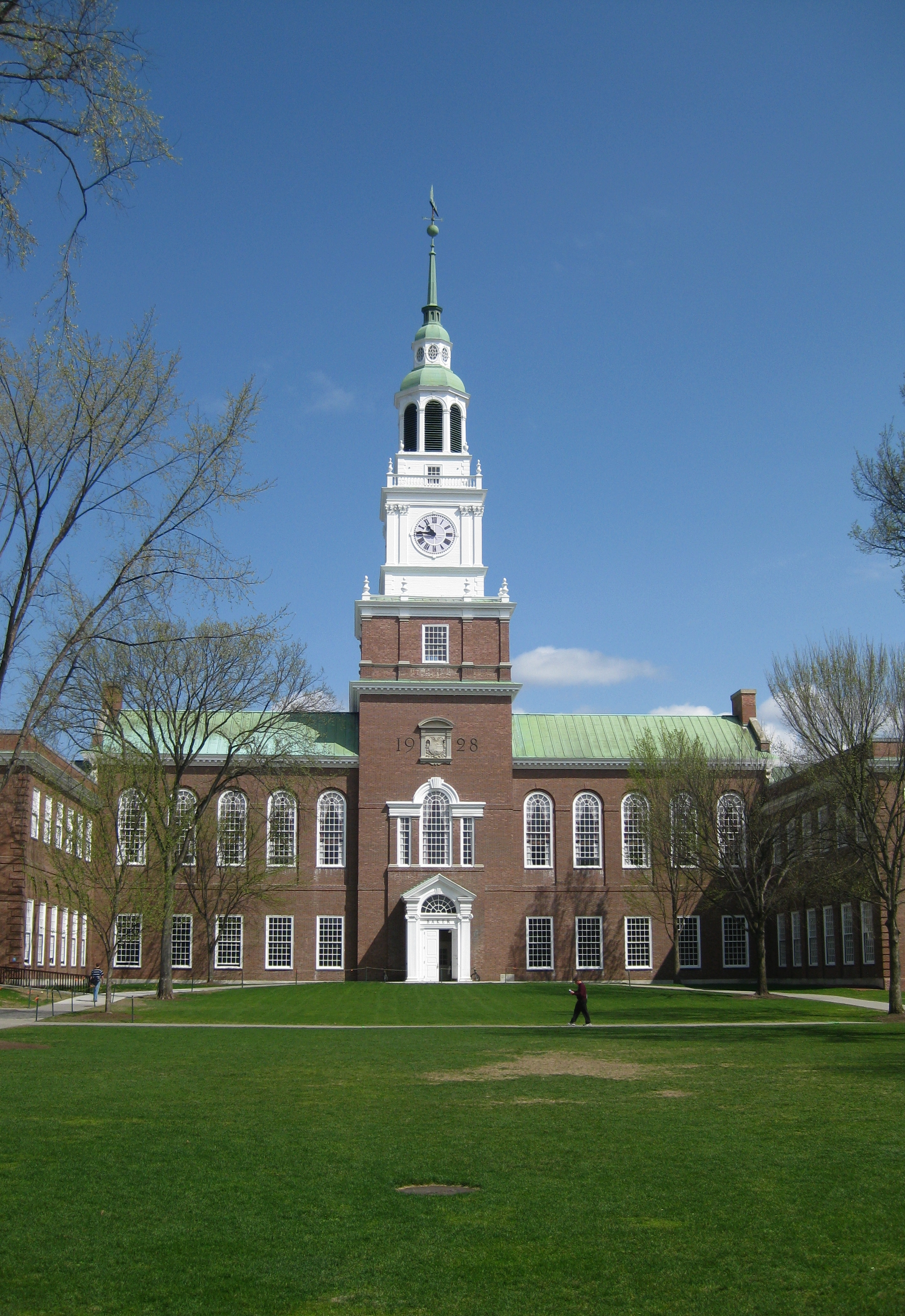
베이커 메모리얼 도서관 (Baker Memorial Library)

학부인 리버럴 아츠 칼리지와 일반대학원(Graduate Studies in the Arts & Sciences), 1797년 설립된 의학대학원(Dartmouth Medical School), 1867년 설립된 공학대학(Thayer School of Engineering), 1900년 설립된 경영대학원(Tuck School of Business) 4개 대학원으로 구성돼 있다.
다트머스대 학부는 리버럴 아츠로써 4년제 학사과정이며 39개 부문 56개 전공 프로그램이 있고 학생이 특별한 전공이나 복수로 전공하는 것도 가능하다. 공학대학은 학사학위와 대학원의 석ㆍ박사과정을 제공하고 있다. 의학대학원은 미국에서 4번째로 오래됐고, 경영대학원은 미국에서 최초로 설립된 경영대학원이라는 점이 특징이다. 이 대학원의 MBA프로그램(Tuck School of Business)은 특히 잘 알려져 있고 미국내 가장 우수한 프로그램중의 하나로 손꼽히고 있다. 다트머스대 일반대학원(Graduate Studies in the Arts & Sciences)은 석ㆍ박사과정으로 19개 프로그램이 있으며 1885년부터 박사학위를 수여했다.
다트머스 대학의 학기제도는 다트머스 플랜(Dartmouth Plan 또는 D-Plan)이라고 불리며, 이 제도는 1년을 4학기(가을, 겨울, 봄, 여름학기)로 나누고 각 학기를 10주로 구성한다.
다트머스대는 학생들이 원하는 경우 2학년이나 3학년때 한 학기는 외국에 가서 유학을 할 수 있도록 교과과정을 짜고, 영어 외에 최소한 한 외국어에 능통한 인재를 길러내는 것을 학풍으로 삼고 있다. 현재 중국이나 중남미등 과 연결된 45개의 해외 외국어 훈련(Language Study Abroad) 프로그램을 운영하고 있다. 다트머스 출신인 티머시 가이트너 전 미국 재무장관도 이 프로그램을 통해 중국어를 능통하게 구사할 수 있게 됐다고 한다.
또한 다트머스 대학은 긴 역사를 통해 변하지 않는 교육의 원칙을 갖고 있다. 대학교수는 학생들에게 학문을 가르침으로써 그 가치가 있다는 인식이다. 아무리 학문적인 큰 업적을 거둔 교수라해도 강의시간은 새로 갓 취임한 젊은 교수와 똑같이 책임진다. 교수-학생 비율은 1대 8이다. 다트머스대는 다른 아이비리그 대학들과 마찬가지로 학비를 지불할 수 있는 경제력 여부와는 관계없이 학생들의 입학을 허가(Need-blind admission)하고 있으며 모든 학생들의 재정적 필요를 충족할 만한 재정지원 프로그램을 운영하고 있다.
학부과정의 재학생중 동양계가 14.3%, 아프리카계가 9.2%, 남미계가 7.9%, 아메리카 인디언이 4.0%이다. 외국에서 온 유학생 신분 학생이 8.0%를 차지한다.

## 역사

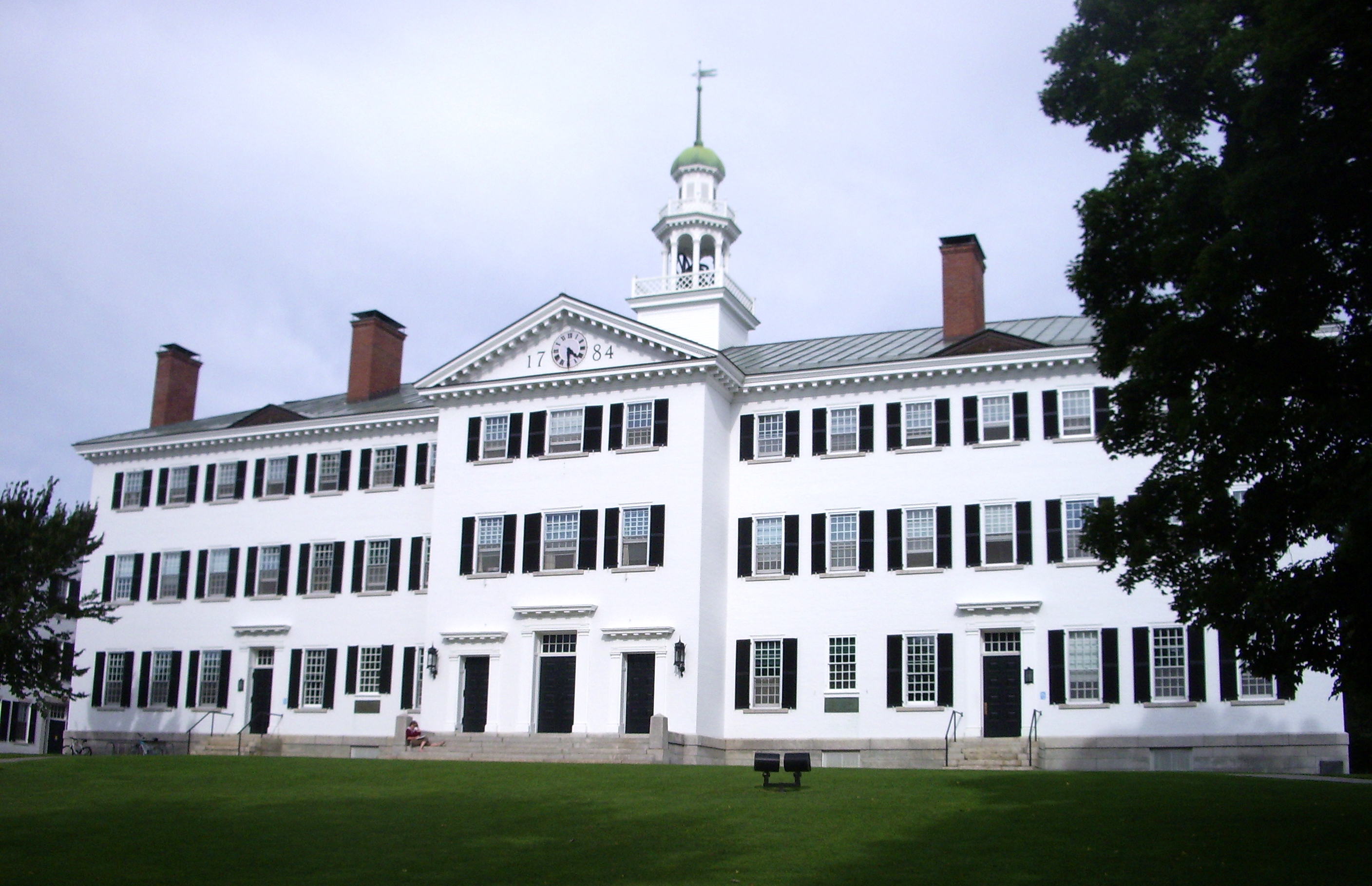
다트머스 관 (Dartmouth Hall)

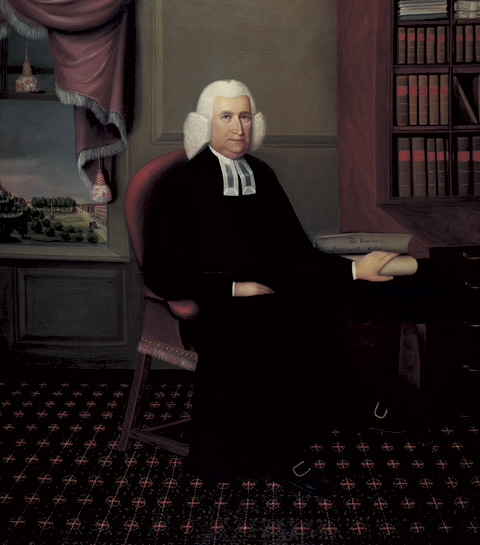
다트머스 대학교의 설립자인 엘리어자 휠록의 초상화

1769년 코네티컷 지역 회중교회 엘리어자 휠록(Eleazar Wheelock) 목사가 다트머스대를 설립하였다. 다트머스대는 미국에서 아홉 번째, 식민지시대 고등교육기관으로서는 마지막으로 설립된 대학이다.
1754년 엘리어자 휠록 목사는 인디언을 교육하기 위해서 코네티컷 레바논(Lebanon)에 무어 자선 학교(Moor's Charity Indian School)을 설립했다. 모히건(Mohegan) 부족의 인디언 샘슨 오컴(Samson Occom)이 최초 입학생이 되었다. 오늘의 대학이 있는 뉴햄프셔주 해노버시(Hanover)로 학교를 옮기게 되었다. 당시 뉴햄프셔 총독 존 웬워스(John Wentworth)로부터 다트머스대를 지을 부지를 무상으로 지원받을 수 있게 되었고, 1769년 12월 13일 영국 본국의 조지 3세는 식민지 영토에 정식대학의 칙허장(charter)를 내주었고 칙허장은 이 대학은 인디언종족의 젊은이들과 미대륙 젊은 청년들에게 바른 교육을 시켜주는 훌륭한 고등교육기관이 되어줄 것을 바란다는 내용이었다. 엘리어자 휠록 목사는 초대총장으로 취임하여 자신의 생애를 이 대학에서 바치게 된다.
그 후 조지 3세의 휘하에서 전 세계의 식민지들을 총괄하는 식민지총괄국무장관을 역임하고 있던 '윌리엄 래기 다트머스 백작'(William Legge, the Second Earl of Dartmouth)으로부터 막대한 재정적인 후원에 힘입어 진정한 대학의 면모를 갖추게 되었고, 그의 출신지 이름을 따라 오늘까지 전해지는 다트머스 대학교(Dartmouth College)로 바뀌게 되었다.

## 캠퍼스

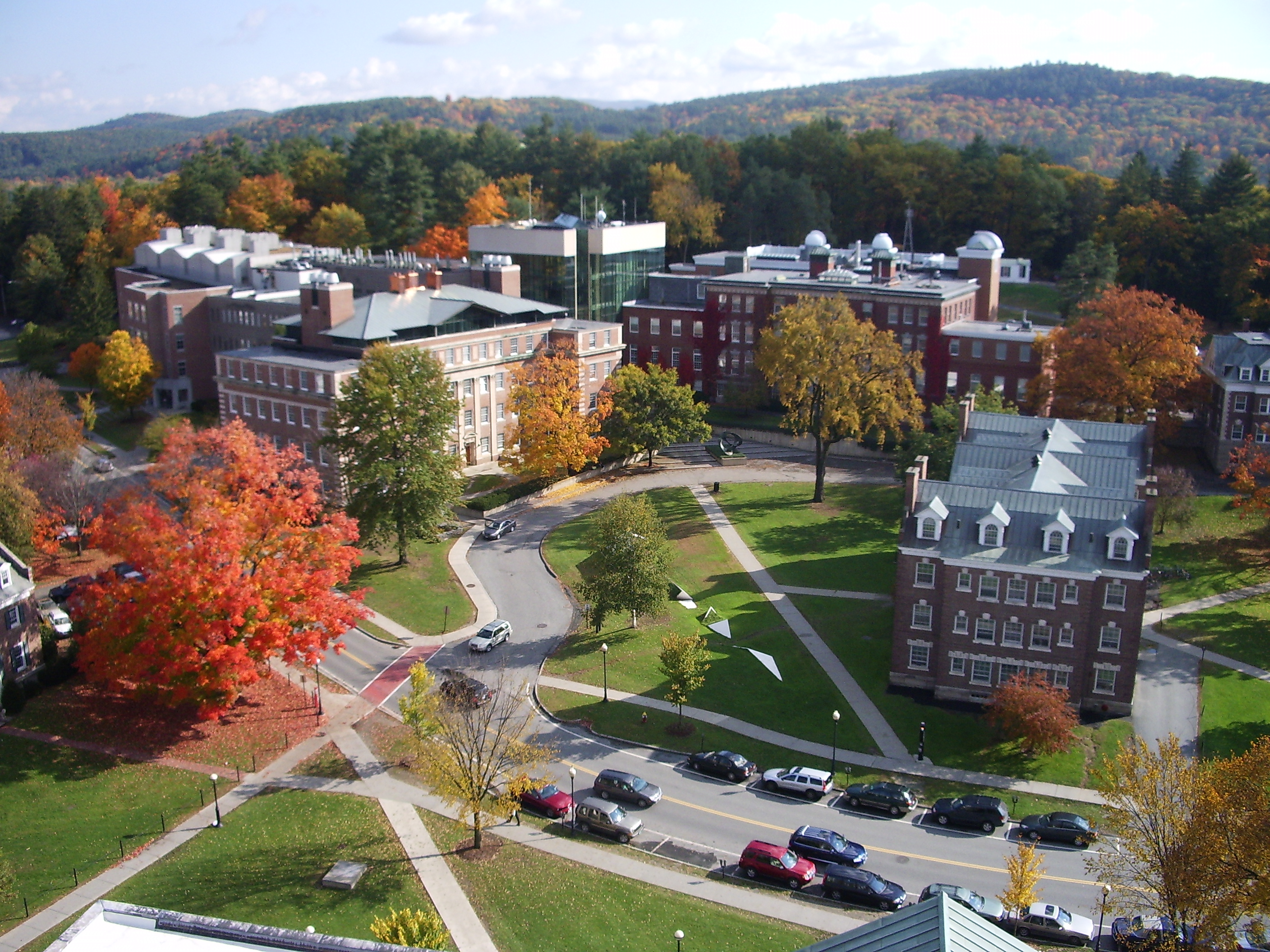
다트머스 대학교 캠퍼스 전경

웅장한 산세를 지닌 뉴햄프셔주 와이트 마운틴과 버몬트 주의 그린 마운틴에 둘러싸인 269 에이커의 다트머스 대학교는 빨간 벽돌로 지어진 기숙사 건물들이며 베이커베리 도서관이 웅장하게 자리잡고 있고 강의실 건물이 아이비넝쿨로 뒤덮여 있다. 다트머스 대학교는 보스턴에서 북서쪽으로 약 135마일 떨어진 뉴햄프셔주 해노버 시(Hanover)에 위치하고 있으며, 269에이커의 메인 캠퍼스와, 2만 7,000에이커의 산림 지대를 별도로 소유하고 있다. 절경을 이루는 버몬트 주와 뉴햄프셔 주를 가로지르는 코네티컷 강의 상류에 해노버 시가 있다.
뉴햄프셔주 해노버 시에 위치해 있는 다트머스 대학교의 269 에이크 메인 캠퍼스는 세면에 무리 지어진 대학 건물들과 함께하고 있는 중앙 그린(central Green)을 특징으로 하고 있다. 기숙사와 관리 건물 그리고 입학 사무소를 포함하여 그 그린에서 걸어서 갈수 있는 범위에 위치해 있다. 다트머스대는 또한 메인 도서관인 베이커베리 도서관(Baker-Berry Library)을 포함하여 9개의 도서관들이 그 그린의 북쪽에 위치에 있으며, 또한 남쪽면에 위치한 후드 뮤지엄(Hood Museum of Art)와 홉킨스 센터(Hopkins Center for the Arts) 그리고 운동시설(athletic facilities)이 주목할 만한 시설이다.

## 입학 현황과 평가
다트머스 대학교의 중심에는 4,000명에 달하는 학부생들이 있다. 2018년 졸업예정으로 2014년 가을에 입학하는 신입생의 경우 지원자 19,296명중 11.5%인 2,220명이 합격했다. 학부생들중 93%가 고등학교에서 상위 10%내에 들었으며 40% 이상이 고등학교를 수석 졸업한 발레딕토리안(valedictorian)이다.
2013년 《U.S. 뉴스 & 월드 리포트》 미국 종합대학 학부 순위에서 다트머스는 10위를 차지하였다. 턱 경영대학원은 9위, 의학대학원은 34위를 하였다. 턱 경영대학원은 《파이낸셜 타임스》의 2014년 세계 경영대학원 순위에서는 세계 20위, 《이코노미스트》의 2013년 세계 경영대학원 순위에서는 세계 2위를 기록했다.

## 학교 동문

### 저명한 동문

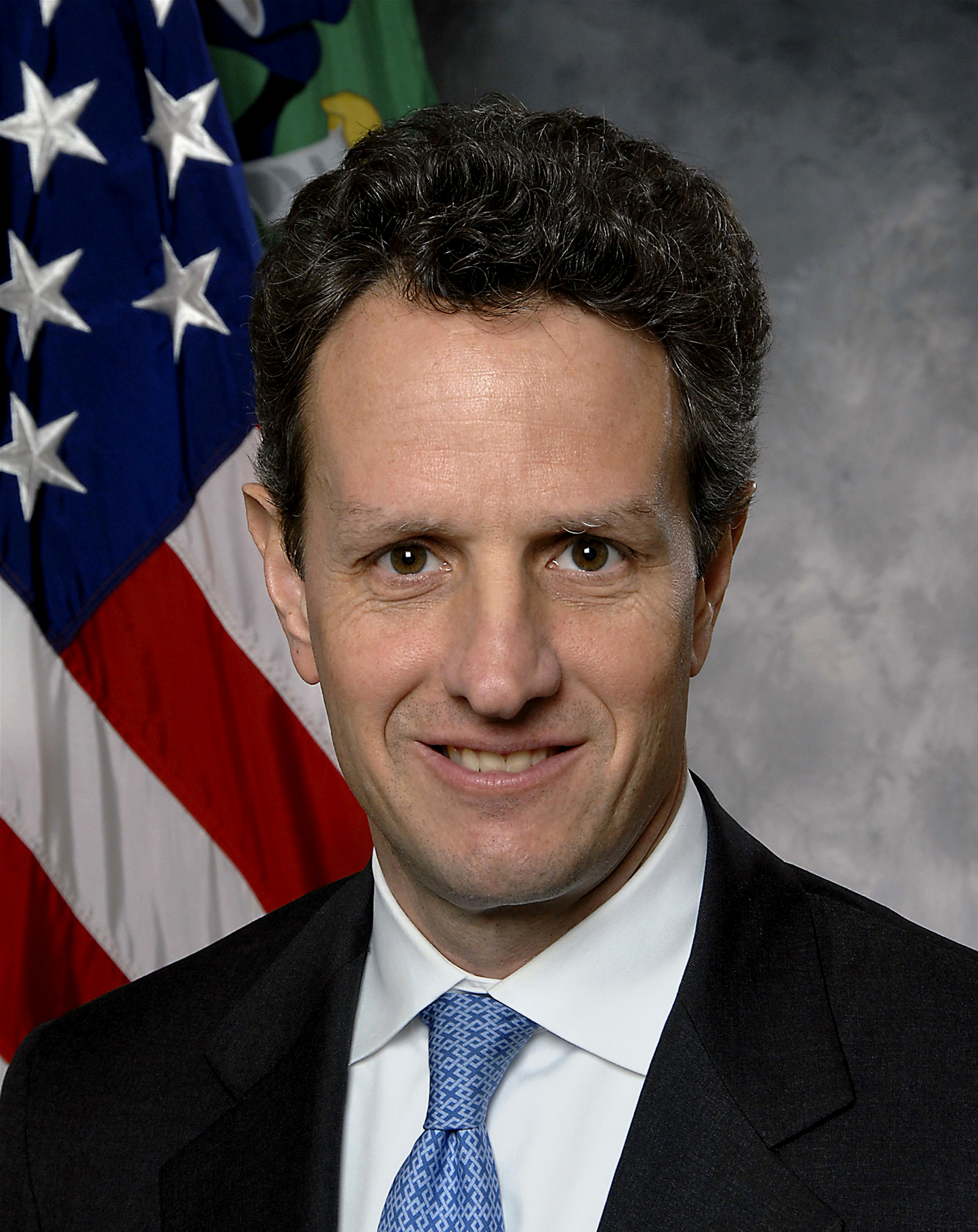
티머시 가이트너 (A.B. 1983)

前 부통령 넬슨 록펠러, 前 국무장관 대니얼 웹스터, 前 재무장관 헨리 폴슨과 티머시 가이트너, 前 노스다코타주 주지사 존 호븐, 시인 로버트 프로스트, 노벨 물리학상 수상자 오언 체임벌린, 이베이 CEO 존 도나호, 제너럴 일렉트릭 회장 제프리 이멜트, 前 IBM 회장 겸 CEO 루 거스너, 작가 닥터 수스, 《그레이 아나토미》 제작자 숀다 라임즈, '락 음악 평론가들의 학장' 로버트 크리스트고, 배우 세라 웨인 캘리스, 코니 브리튼, 앤드루 슈, 아이샤 타일러, 민디 캘링 등이 다트머스 출신이다. 한인 동문으로는 OB맥주 사장 이호림, 국민은행 은행장 강정원 등이 있다.

## 갤러리

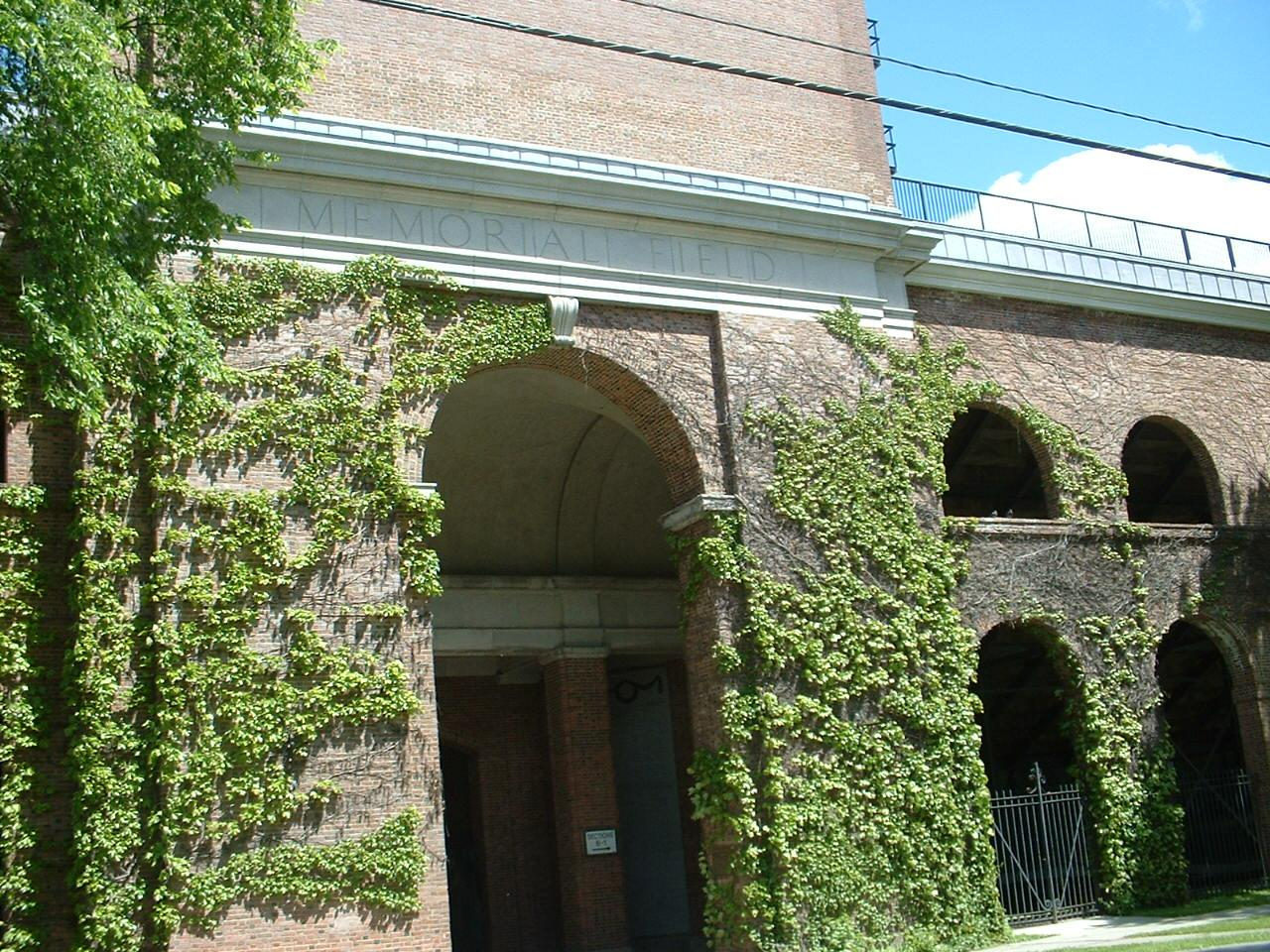
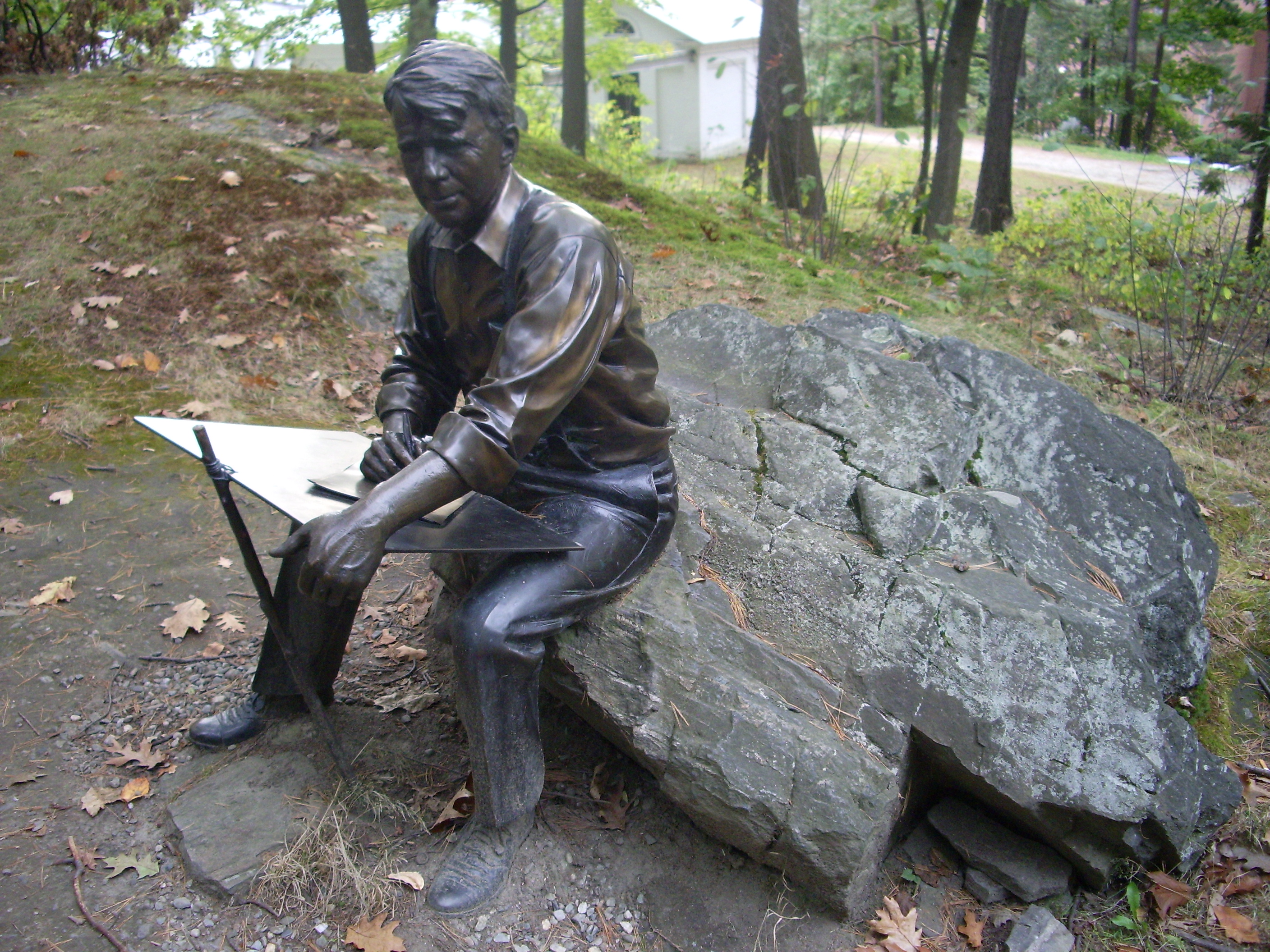
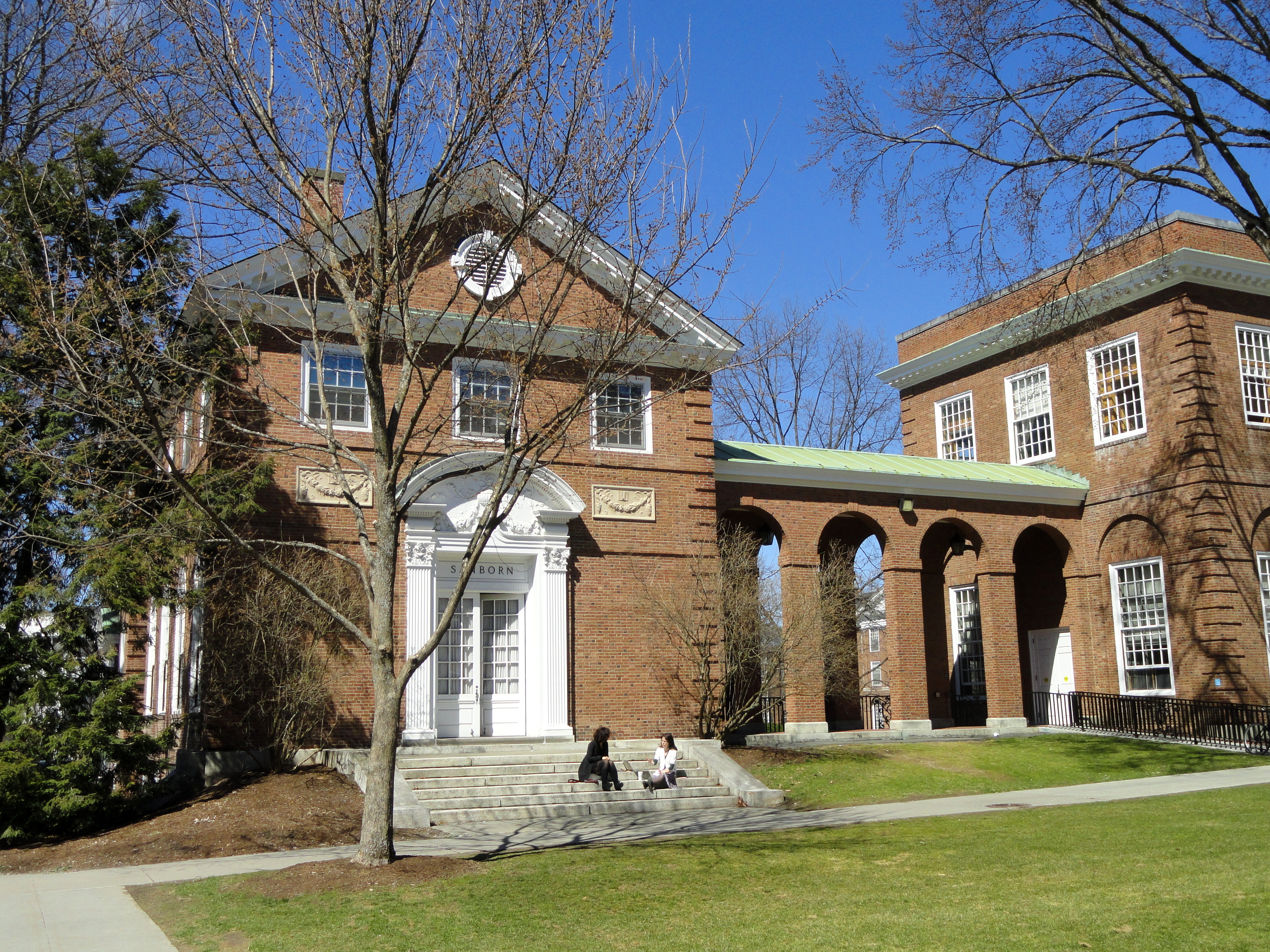
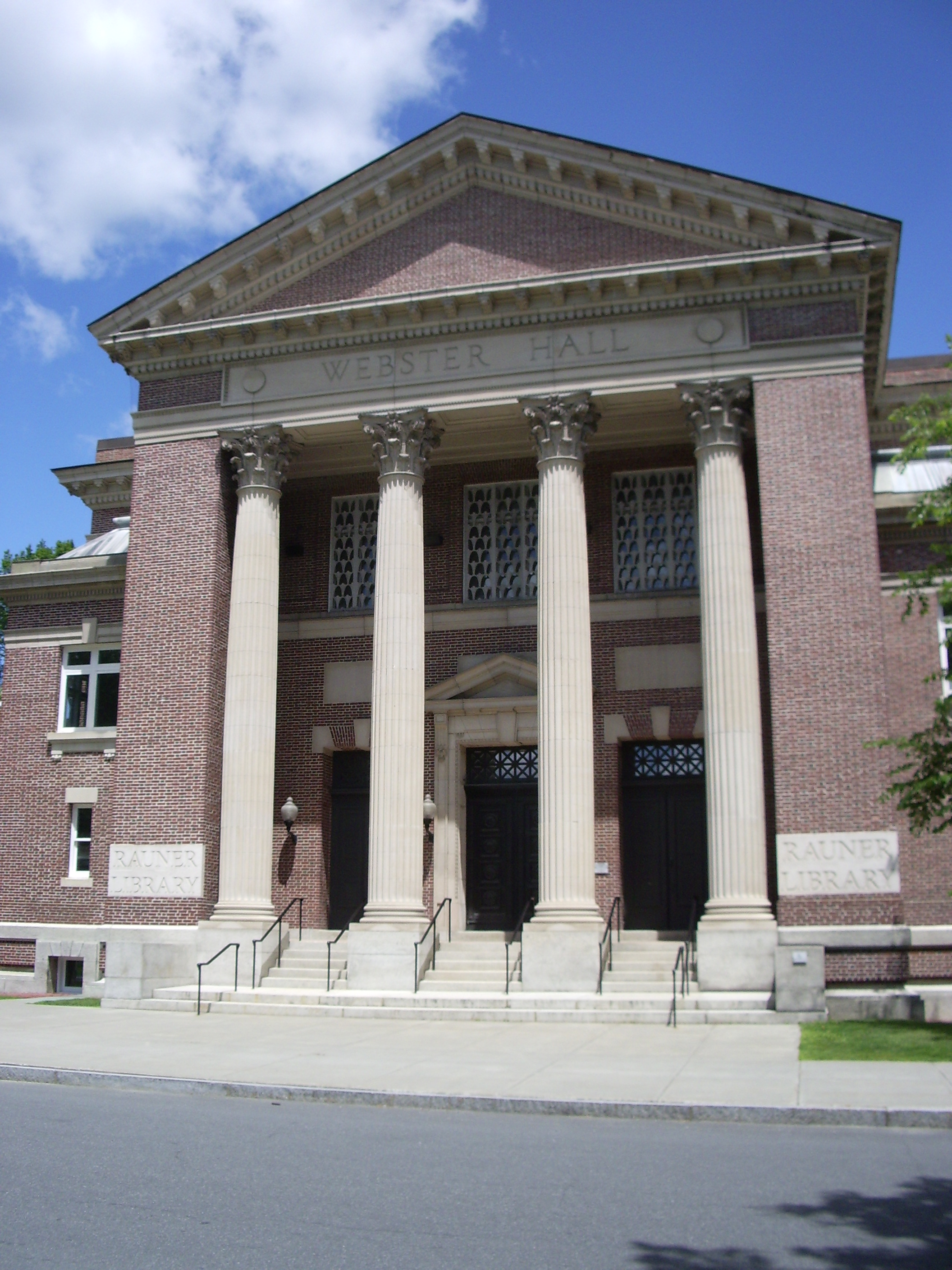
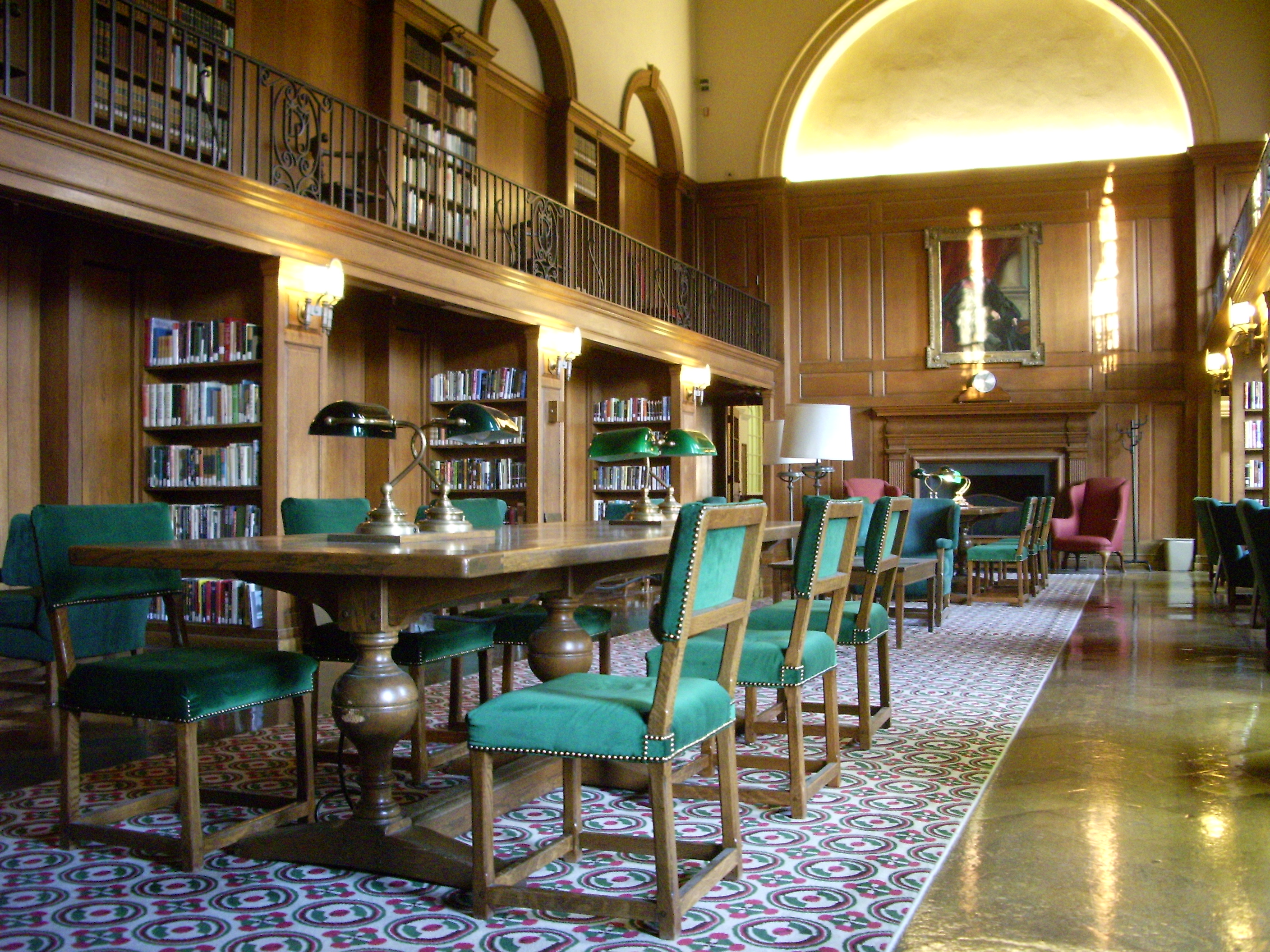
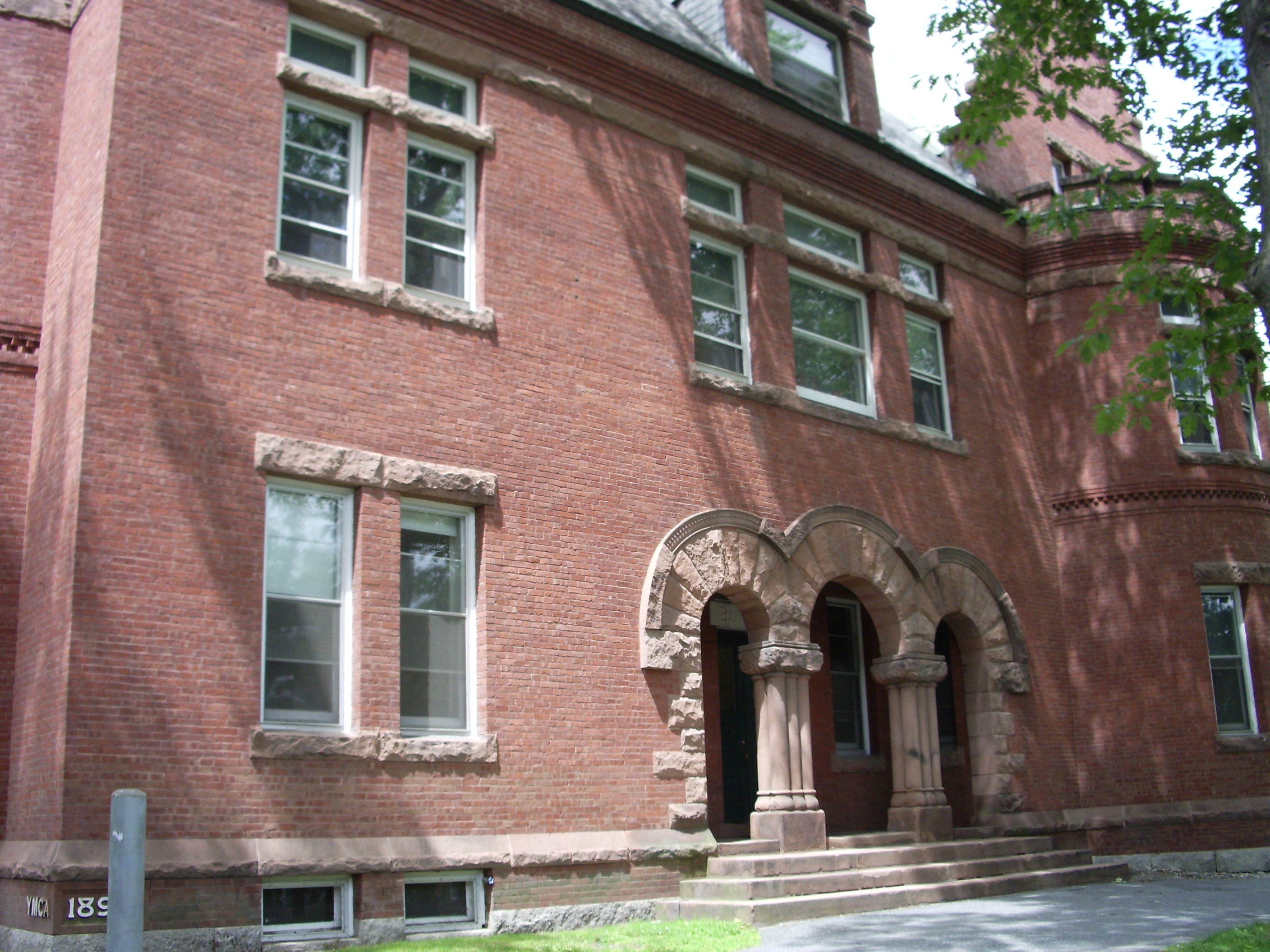
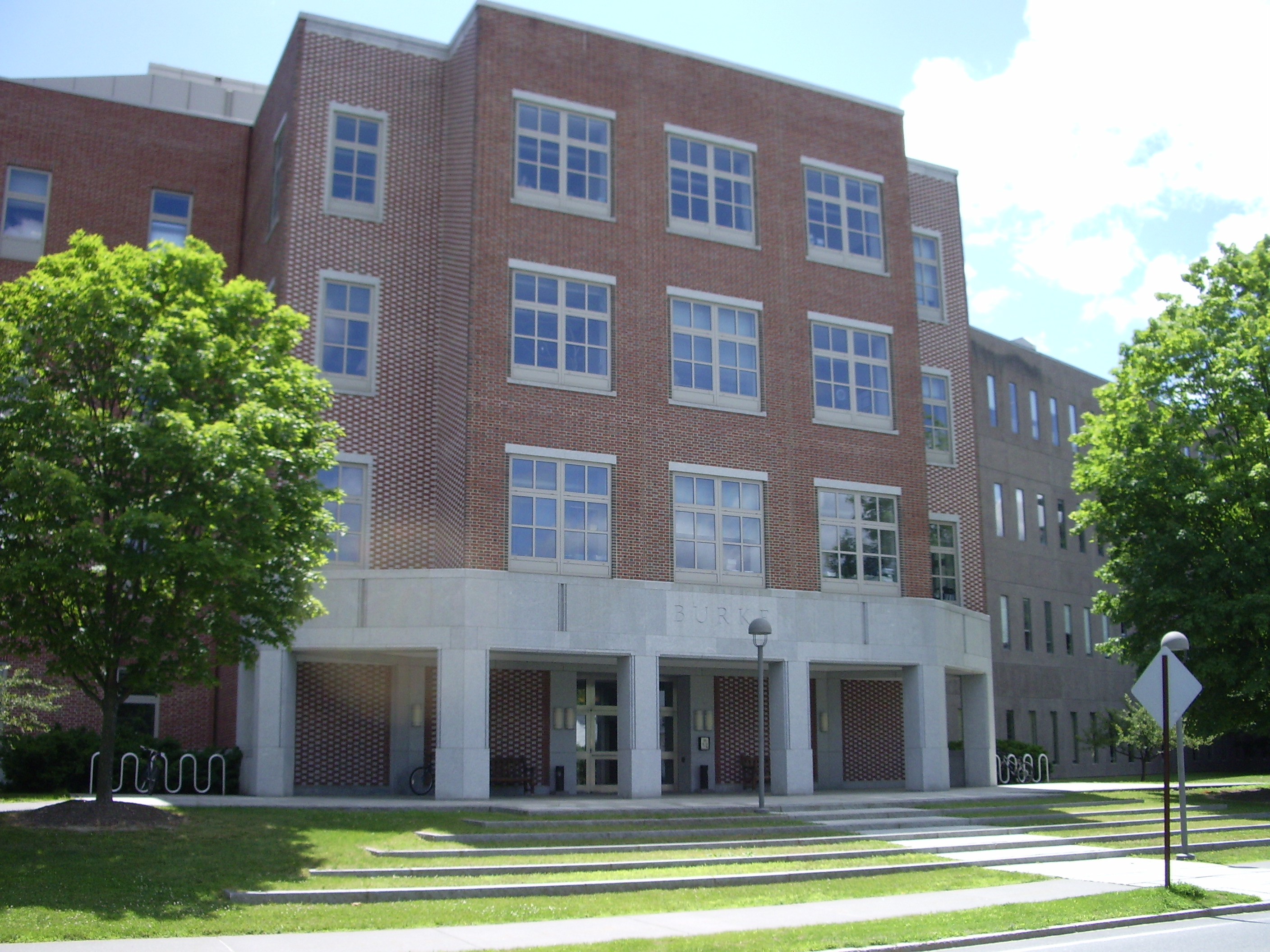
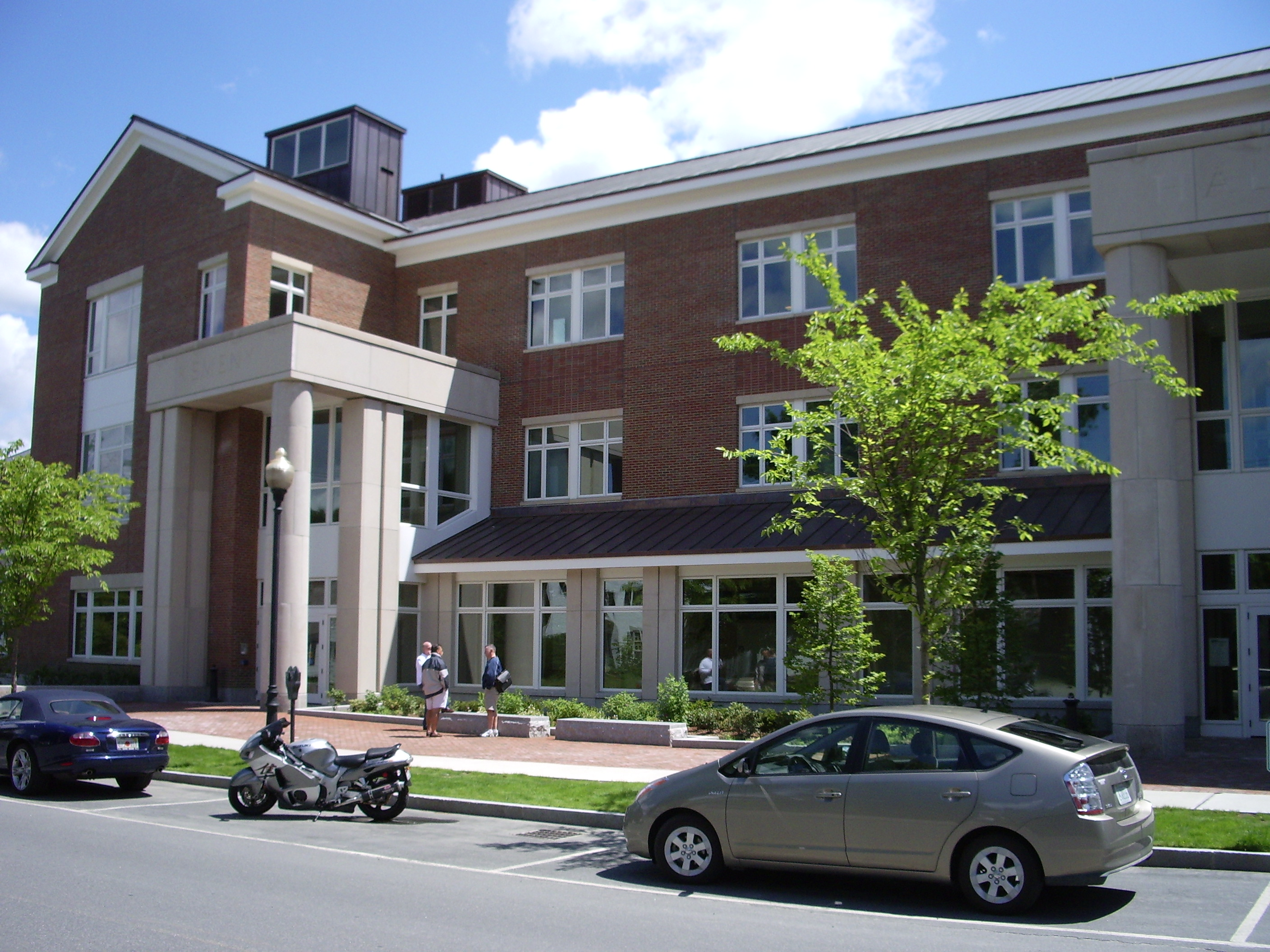
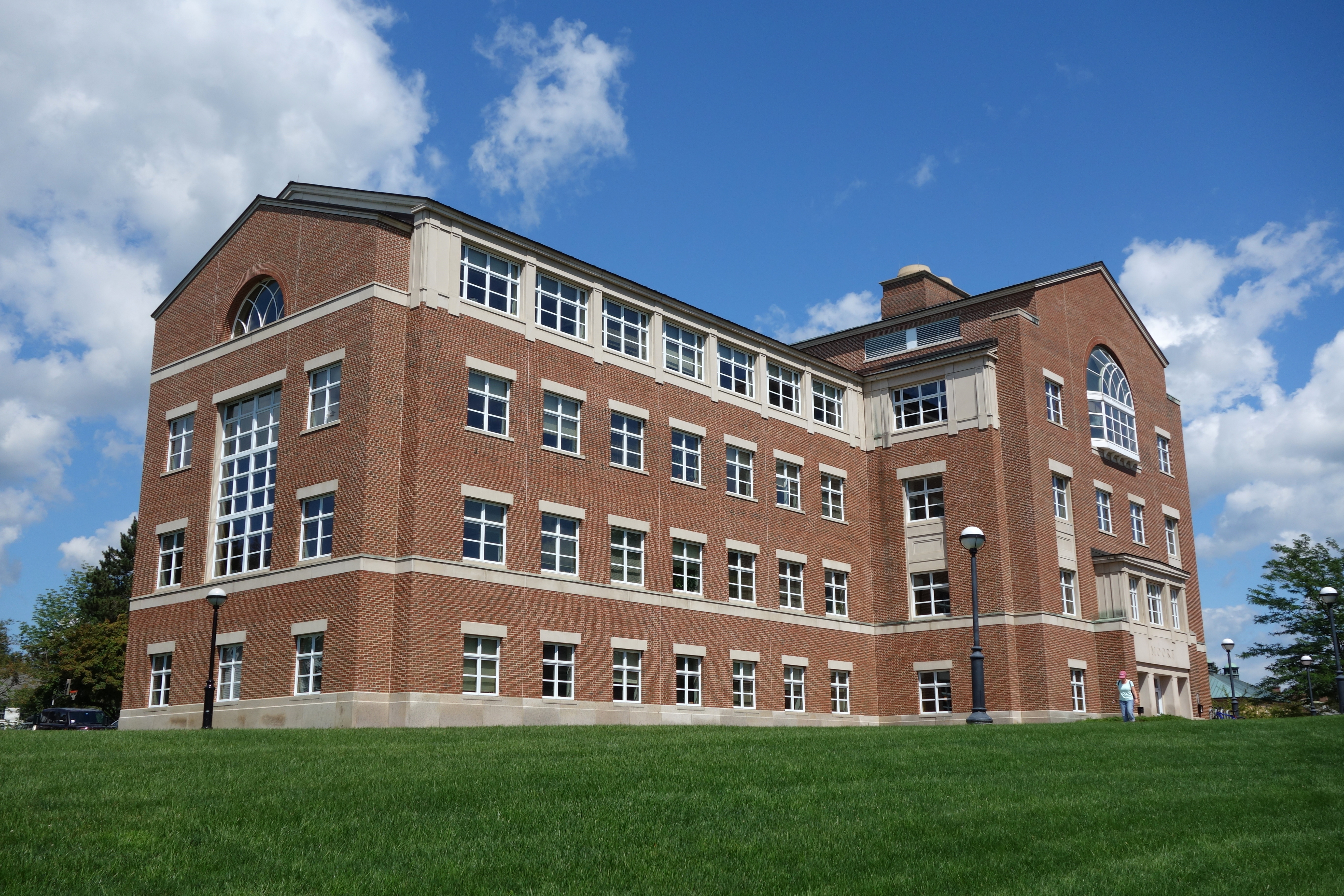
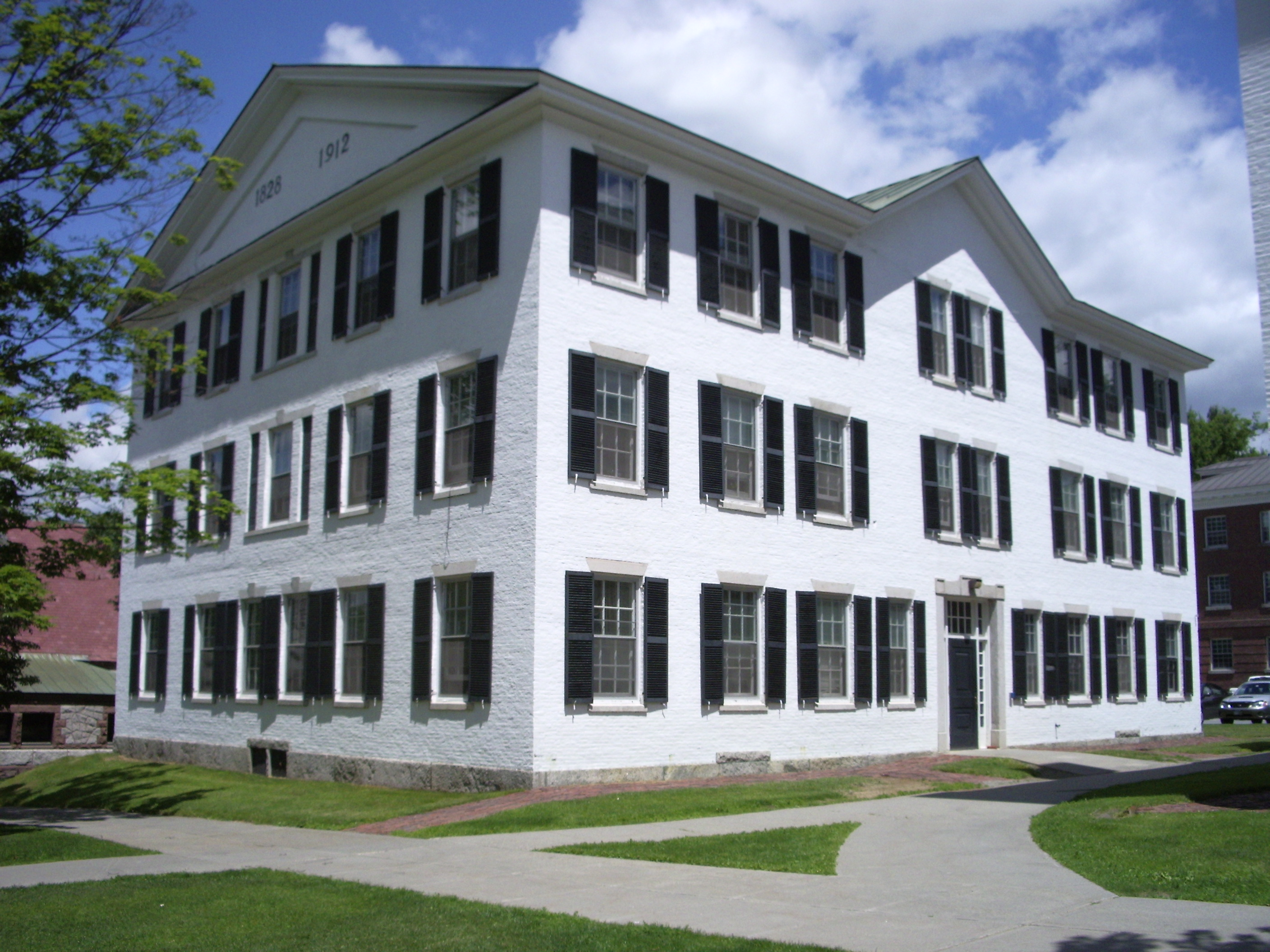
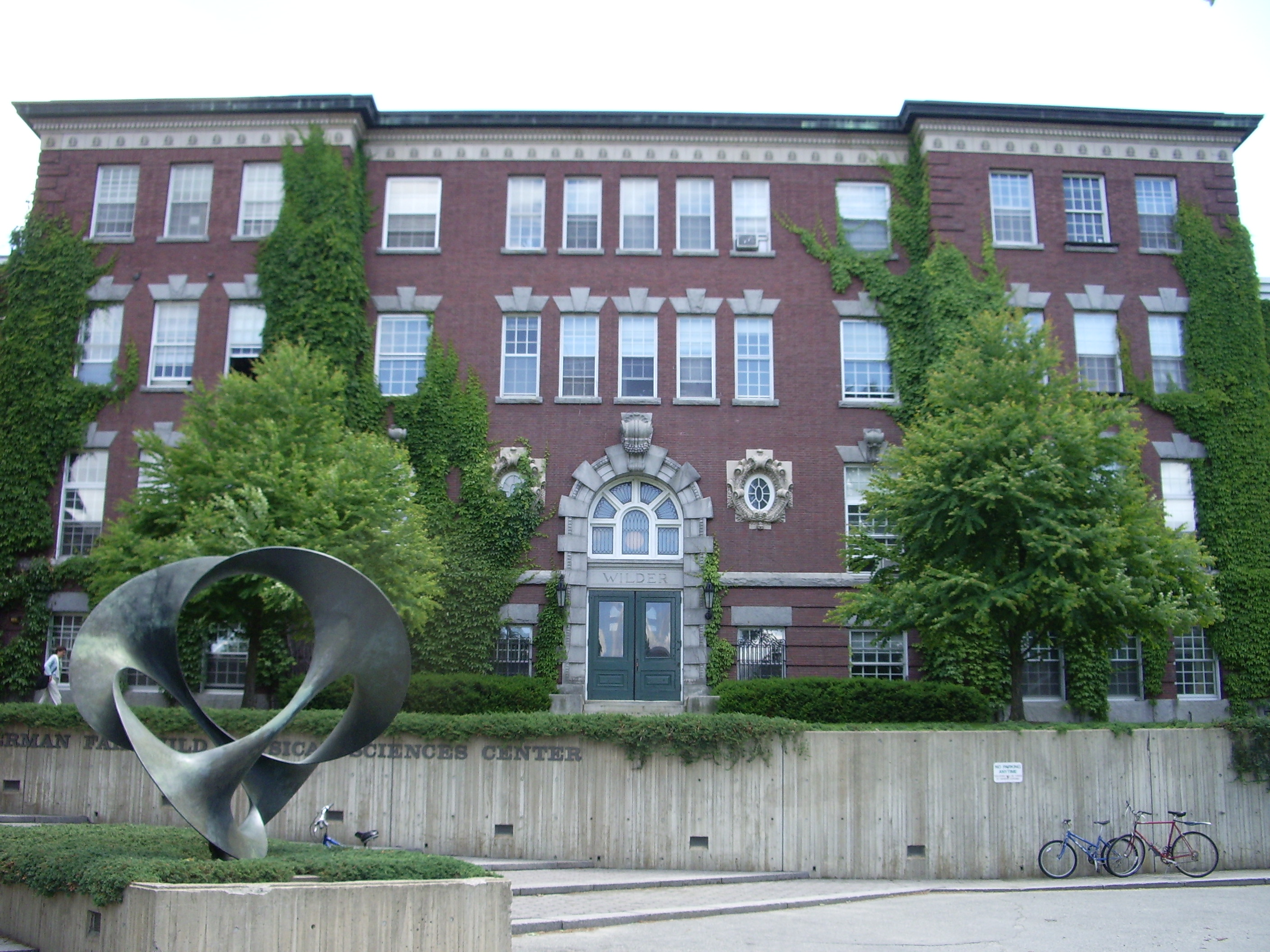
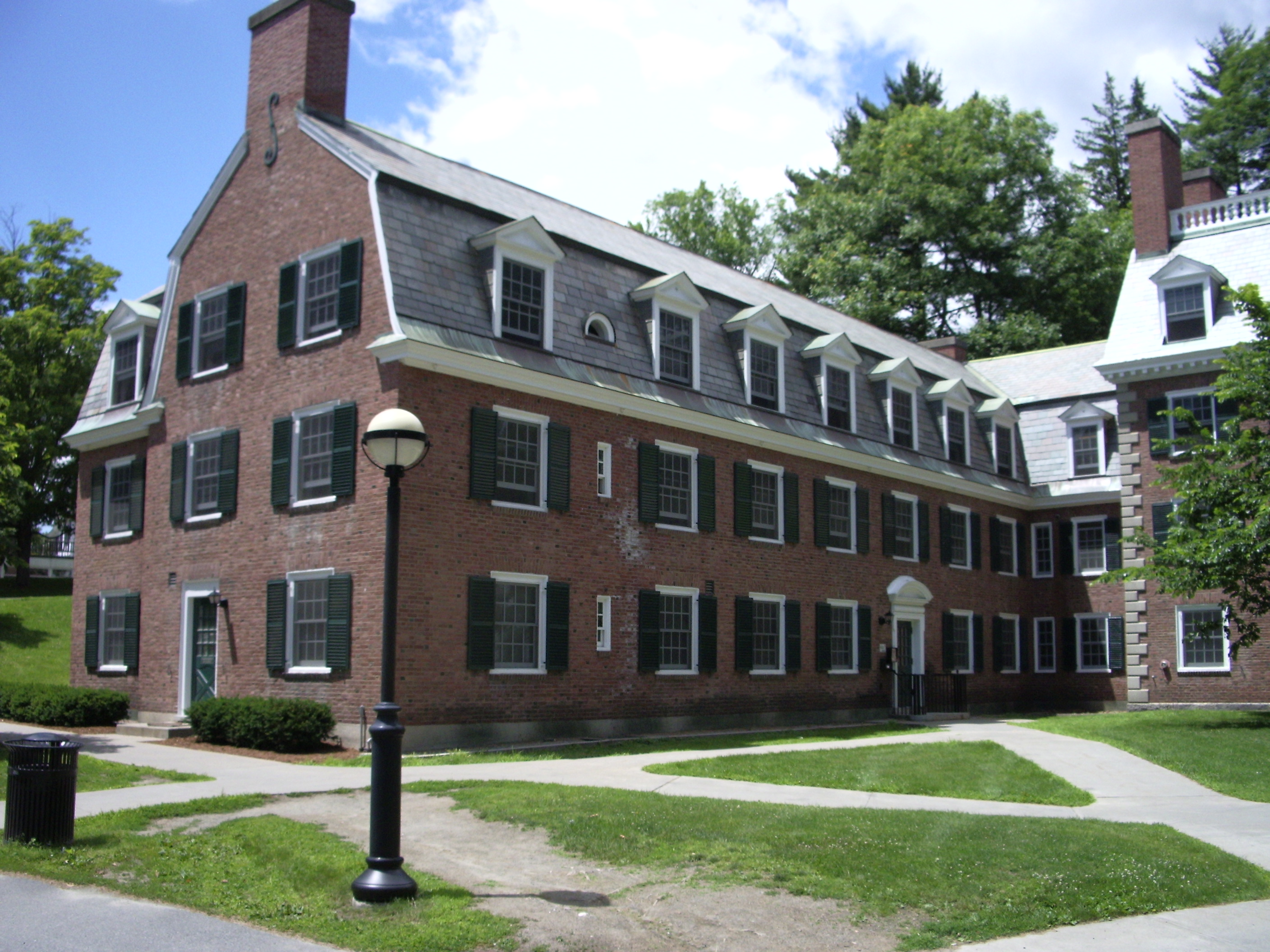
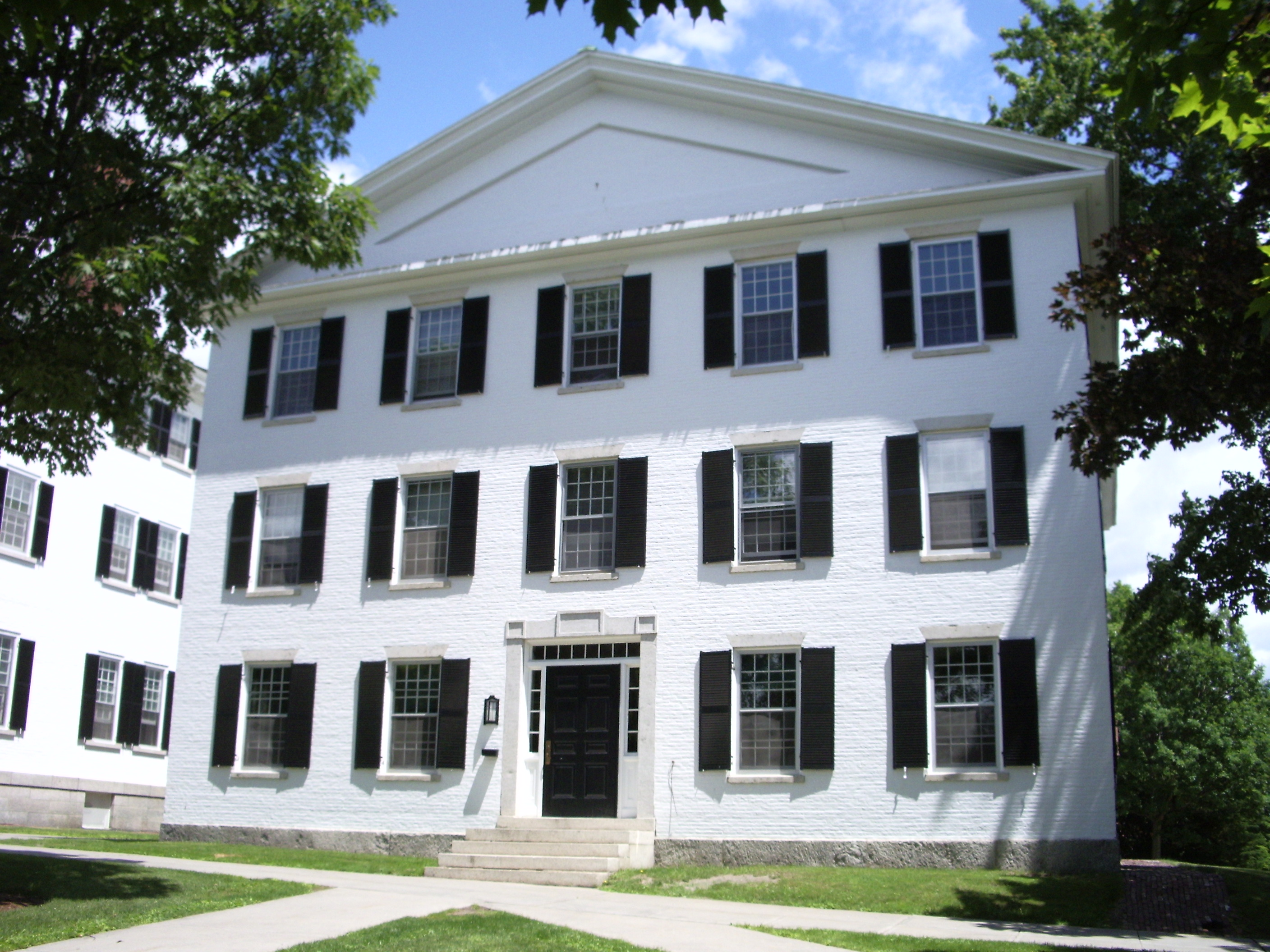
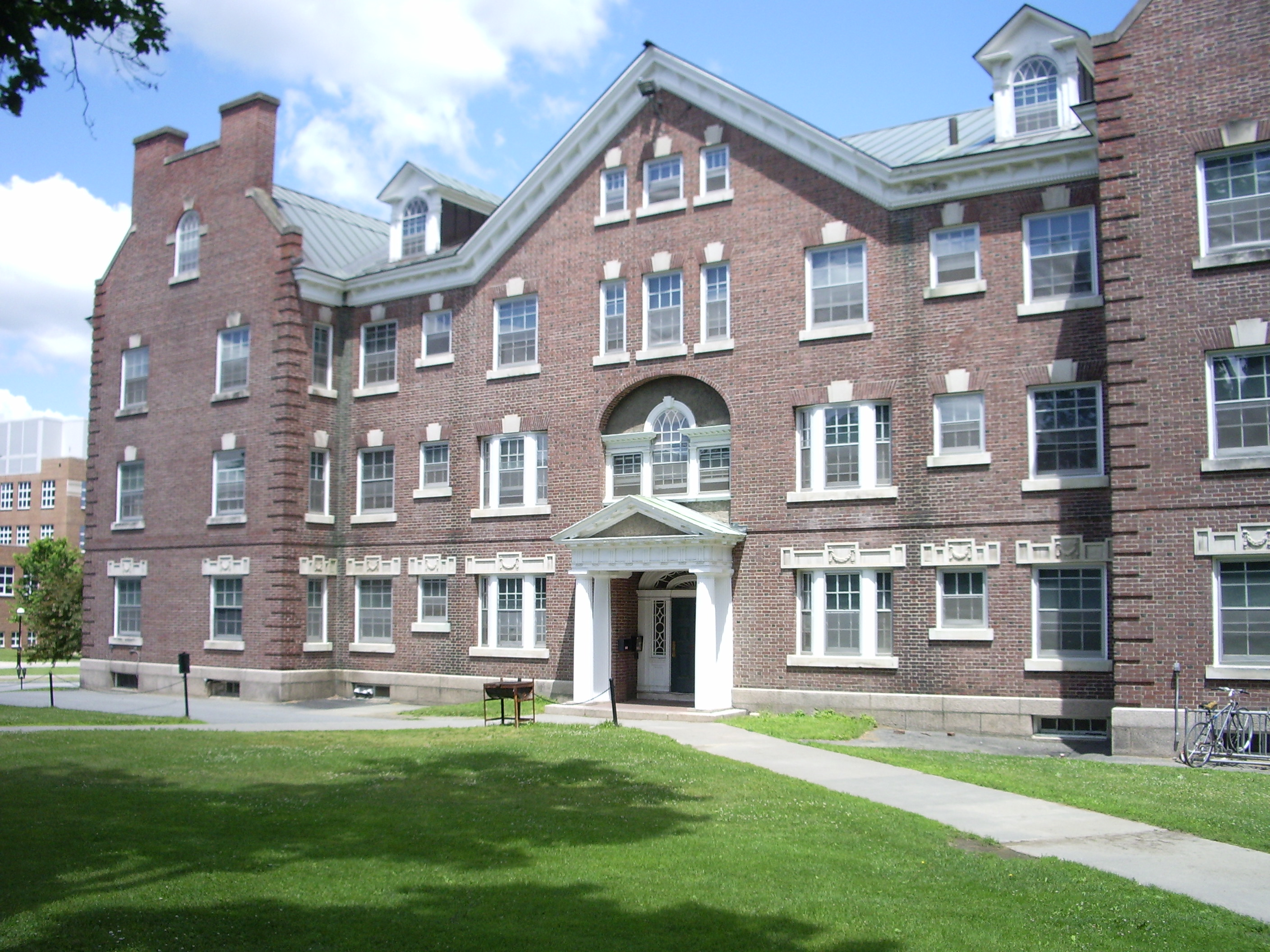
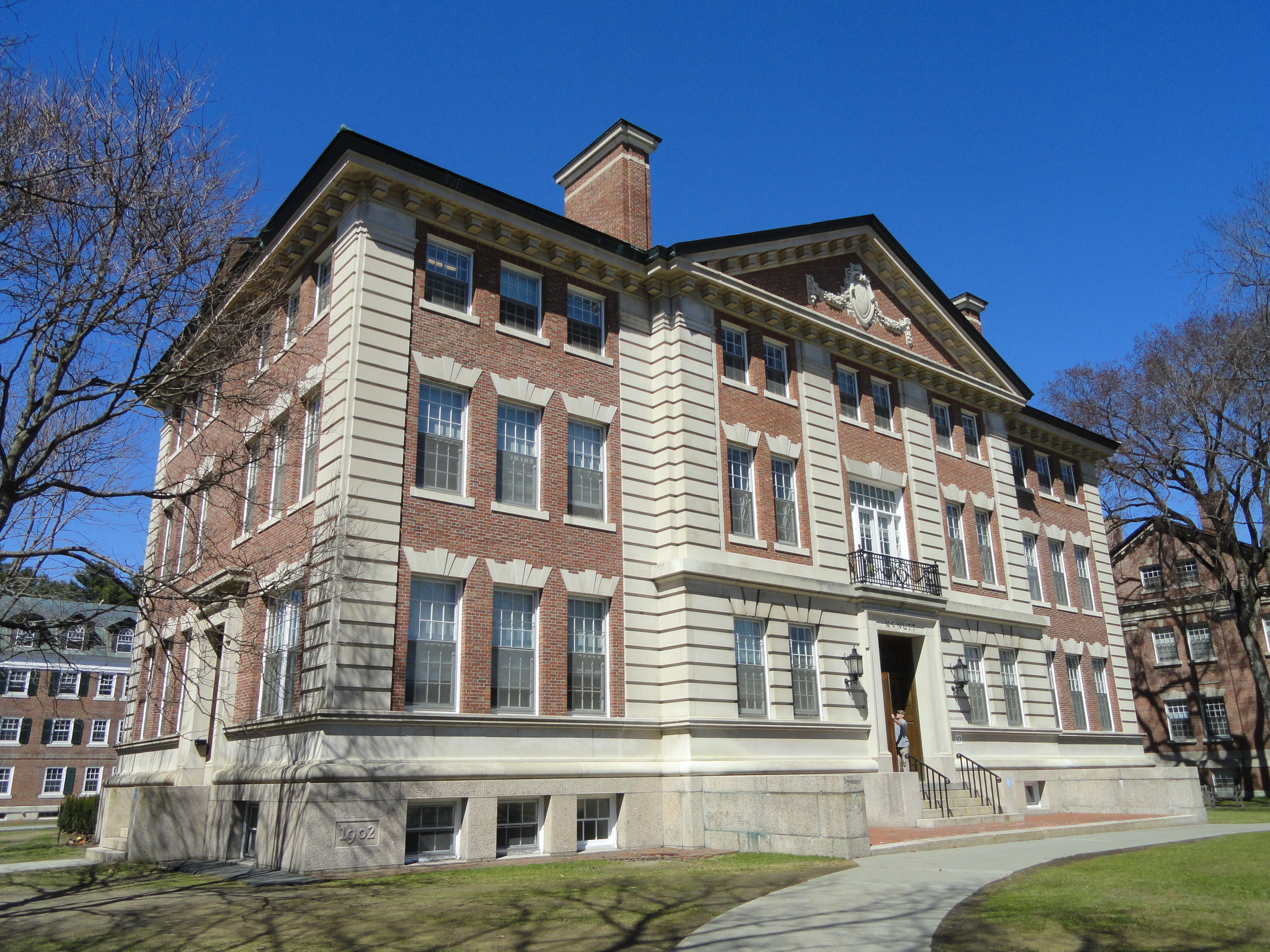